# Prise de Tunis (1329)
La prise de Tunis de 1329 est une bataille par laquelle l'armée zianide, placée sous le commandement de Yahya Ibn Moussa et Mohamed Ibn Abu Amran, prend possession de Tunis dans le cadre des campagnes zianides menées en Ifriqiya sous le règne du sultan Abû Tâshfîn.

## Contexte historique
À la suite de la victoire d'er Rais, le sultan hafside se réfugie à Annaba. L'armée zianide, placée sous le commandement du général Yahya Ibn Moussa, marche sur Tunis accompagnée par le prétendant au trône hafside, Mohamed Ibn Abu Amran,.

## Conséquences
Tombée aux mains des assaillants en novembre-décembre 1329,, la ville de Tunis est gouvernée par le Hafside Mohamed Ibn Abu Amran et le Zianide Yahya Ibn Moussa qui font du sultan hafside leur vassal jusqu'en mai 1330. Le sultan hafside Abu Yahya Abu Bakr al-Mutawakkil sollicite l'aide des Mérinides afin de reprendre possession de son royaume.